# Patrice Garande
Patrice Garande, né le 27 novembre 1960 à Oullins dans le Rhône, est un footballeur puis entraîneur français. 
Comme joueur, il évolue au poste d'attaquant de la fin des années 1970 au milieu des années 1990. Il connaît ses plus belles saisons à l'AJ Auxerre, avec laquelle il est meilleur buteur du championnat de France en 1984, et à l'AS Saint-Étienne, son club formateur, lors de la saison 1987-1988.
Sélectionné en équipe de France olympique, il remporte en 1984 le tournoi des Jeux de Los Angeles. Il est également sélectionné à une occasion en équipe de France A en 1988. 
Devenu entraîneur, il dirige l'AS Cherbourg de 1999 à 2004 et exerce les fonctions d'entraîneur adjoint au Stade Malherbe Caen de 1995 à 1998, puis de 2005 à 2012. À la suite de la relégation du club normand en Ligue 2, il en est nommé entraîneur principal en 2012, en remplacement de Franck Dumas. Il fait remonter le club en Ligue 1 en 2014, et l'y maintient jusqu'à son départ en 2018. Il entraîne ensuite en Ligue 2 le Toulouse FC en 2020-2021, puis le Dijon FCO la saison suivante.

## Biographie

### Joueur
Patrice Garande signe sa première licence au CASCOL Oullins à l'âge de six ans. Après deux ans dans ce club, il rejoint la JS Irigny puis, en 1973, retourne au CASCOL. En 1975, il est repéré par l'AS Saint-Étienne et rejoint le centre de formation stéphanois. Il débute dans l'équipe réserve lors de la saison 1977-1978 et dispute la même année, à l'âge de dix-sept ans, son premier match en division 1, le 3 février 1978 lors d'un déplacement au FC Nantes des « Verts » qui se conclut sur une défaite un but à zéro. L'année suivante, il ne dispute aucun match avec les professionnels, barré par l'éclosion de Laurent Roussey et de Laurent Paganelli, et doit se contenter d'être titulaire en équipe réserve où il marque douze buts en vingt-sept rencontres. En fin de saison, Robert Herbin et Pierre Garonnaire lui indiquent qu'ils ne comptent pas sur lui à la suite du recrutement de Johnny Rep.
Patrice Garande quitte alors le club stéphanois en 1979 et suit Hervé Revelli en Suisse, au CS Chênois. Titulaire au sein de l'attaque du club suisse, il réalise une bonne saison en marquant neuf buts en vingt-quatre matches.
La saison suivante, il revient en France  et rejoint l'US Orléans en division 2, récent finaliste de la Coupe de France qui lui garantit une place de titulaire au poste d'attaquant. Il y réalise une saison pleine en marquant vingt buts, terminant ainsi deuxième meilleur buteur du groupe B derrière Marcel Campagnac. Il est alors sélectionné en équipe de France espoirs pour le tournoi de Toulon qui voit la France terminer à la quatrième place.
Contacté par le FC Tours, le Montpellier HSC et l'AS Nancy, il signe en juin 1981 à l'AJ Auxerre un contrat de stagiaire professionnel. À la pointe de l'attaque ajaïste, il marque son premier but en division 1, le 30 octobre 1981, à la 70e minute d'un match disputé à l'extérieur et perdu trois à un contre l'US Valenciennes. Lors de cette saison, il se révèle aux yeux du grand public aux côtés d'Andrej Szarmach et marque six buts en vingt et un matches lors de la saison 1982 puis huit buts en vingt-cinq rencontres en 1983.
Au début de la saison suivante, les Auxerrois sont finalistes de la Coupe des Alpes, ils s'inclinent sur le score de deux à un face à l'AS Monaco. En championnat, les Auxerrois réalisent une saison pleine, les joueurs enchainent huit victoires de suite à la fin de l'été et occupent la première place du classement pendant six journées. Finalement, les Auxerrois terminent troisième derrière les Girondins de Bordeaux et l'AS Monaco se qualifiant ainsi pour la première fois en Coupe d'Europe. Patrice Garande joue un grand rôle dans ce classement et termine meilleur buteur du championnat de France, à égalité avec Delio Onnis, avec vingt-et-un buts sans tirer un seul pénalty,. Quatorze ans après Hervé Revelli, il est le premier Français à terminer en tête du classement des buteurs. 
Ses performances lui valent d'être appelé par Henri Michel en équipe de France olympique lors de la finale retour de qualification aux jeux olympiques, le 17 avril 1984, face à la RFA. Les Français s'imposent un but à zéro grâce à un but de Guy Lacombe. Il est ensuite sélectionné pour participer aux phases finales des Jeux olympiques. Il marque le premier but des Français à la 43e minute du match contre le Qatar à Annapolis terminé sur un score nul deux buts partout, mais se blesse au tendon. Il ne revient que lors de la finale contre le Brésil, disputée au Rose Bowl Stadium  de Pasadena devant 101 799 spectateurs. Il entre à la 81e minute en remplacement de Daniel Xuereb alors que le résultat est déjà acquis. C'est le second triomphe bleu de l'année après la victoire lors du championnat d'Europe.
La saison suivante, il reste le meilleur buteur auxerrois en marquant treize buts et le club termine quatrième du championnat. En fin de saison 1986, alors qu'il lui reste deux années de contrat avec l'AJ Auxerre, il rejoint le FC Nantes en signant un contrat de quatre ans et succède au poste d'avant-centre à Vahid Halilhodžić. Il ne parvient cependant pas à s'imposer chez les Nantais et en 1987, il rejoint l'AS Saint-Étienne, son club formateur.
Patrice Garande forme avec Philippe Tibeuf une doublette de buteurs remarqués. Les deux joueurs sont surnommés les « Dupond et Dupont » par Jean-Michel Larqué, en allusion à leur entente sur le terrain. Il marque dix-sept buts durant la saison 1987-1988, terminant deuxième meilleur buteur du championnat de France que les « Verts » terminent à la quatrième place. Son retour au premier plan lui vaut d'être rappelé en équipe de France olympique puis de connaître son unique sélection en équipe de France, le 27 avril 1988, au Windsor Park de Belfast, face à l'Irlande du Nord, un match nul terminé sur un score nul et vierge. La saison suivante est plus difficile, le club termine quatorzième et Patrice Garande ne marque que neuf buts.
Après deux saisons en vert, il rejoint le RC Lens qui vient d'être relégué en division 2. La saison est difficile et Patrice Garande n'est pas considéré comme un titulaire par l'entraîneur Marcel Husson qui lui préfère Roger Boli et le jeune Marc Maufroy. Il quitte le club au bout d'une saison et signe au Montpellier HSC, récent vainqueur de la Coupe de France. Il joue dans le club montpelliérain un rôle de joker et ne rentre qu'en remplacement de Daniel Xuereb. L'année suivante, il signe au Havre AC qui vient d'être promu en division 1 et marque six buts en vingt matches puis, en 1992, change encore de club en rejoignant le FC Sochaux.
Il termine sa carrière professionnelle au FC Bourges en division 2 lors de la saison 1993-1994 puis rejoint les rangs amateurs de l'US Orléans avec laquelle il remporte son dernier trophée de joueur, le championnat de division d'honneur groupe Centre.

### Entraîneur

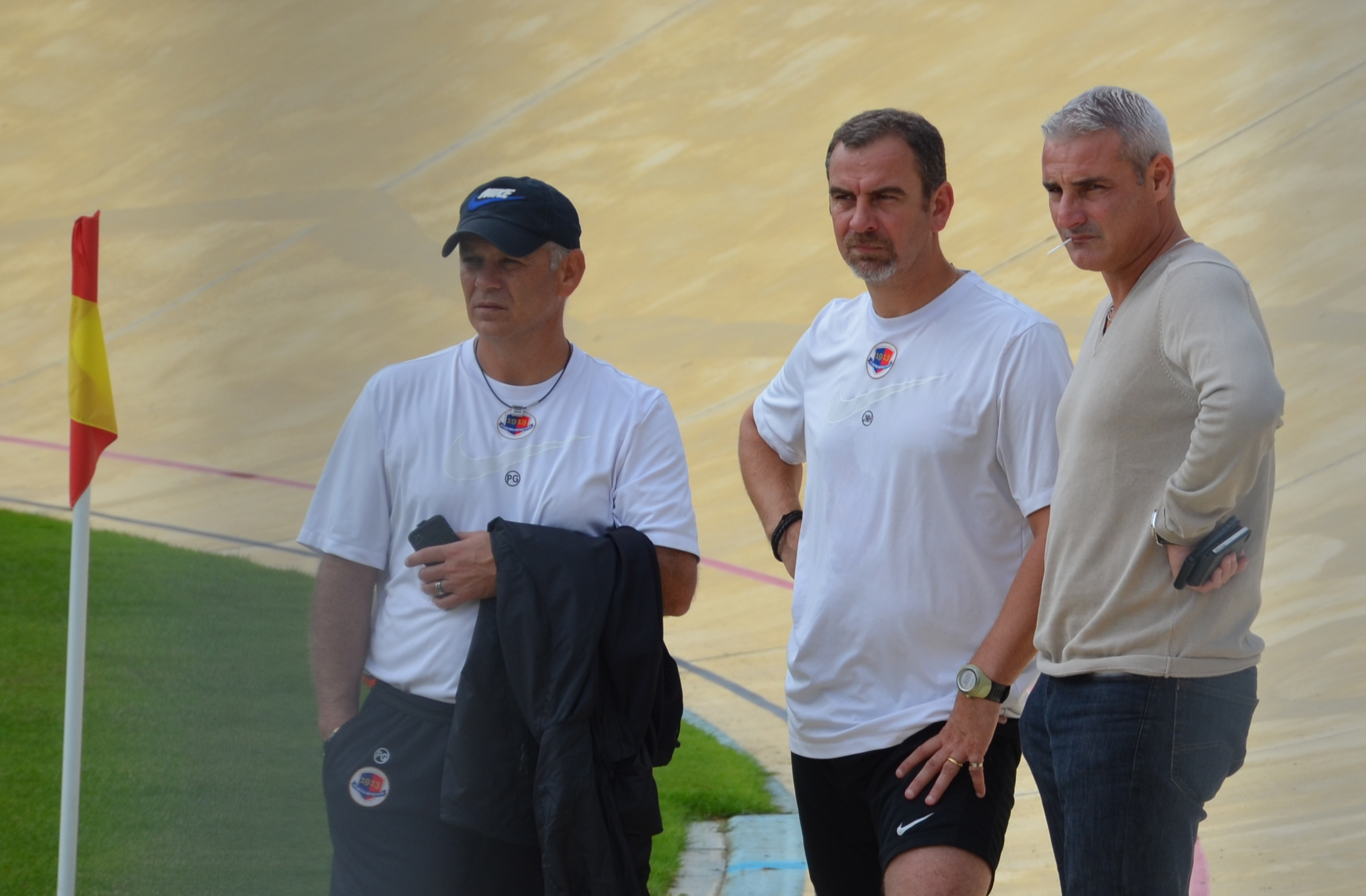
Garande avec Huriez (adjoint) et Caveglia (directeur sportif) en 2013.

En 1995, il est recruté par le Stade Malherbe Caen, comme adjoint de Pierre Mankowski. Le club remporte cette année-là le Championnat de France de division 2 mais Mankowski ne conserve pas son poste. Patrice Garande reste pourtant au club, devenant successivement l'adjoint de Guy David en 1996-1997, de l'Argentin Gabriel Calderón, nommé à l'automne 1997 à la suite de la relégation du club, puis de Pascal Théault, qui ne souhaite pas le garder à ce poste. En 1998, il quitte le club bas-normand.

#### AS Cherbourg (1999-2004)
Après plusieurs mois sans club, il devient en janvier 1999 conseiller technique de l'AS Cherbourg puis, la saison suivante, entraîneur du club. Le club joue les premiers rôles dans le groupe du CFA et parvient à monter en National en 2002. En 2004, en fin de contrat, il quitte le club cherbourgeois. 

#### SM Caen (2012-2018)
En 2005, il revient au SM Caen en tant qu'adjoint de Patrick Parizon puis de Franck Dumas. En mai 2006, il obtient le DEPF, plus haut diplôme d'entraîneur en France. En 2009, alors qu'il a obtenu les diplômes nécessaires à la direction d'une équipe professionnelle (le DEPF), il devient l'entraîneur diplômé officiel du club, Franck Dumas restant en pratique l'entraîneur. En juin 2012, après une descente en Ligue 2, il devient entraîneur principal pour la saison 2012-2013. 
Après un début de saison délicat, le club qui a pour objectif de « faire tout notre possible pour remonter » passe très près de l'exploit en terminant à la quatrième place. La seconde saison démarre par un changement dans l'encadrement technique, Jean-Marie Huriez, ancien entraineur de l'AS Cherbourg succédant à Pape Fall au poste d'adjoint. En championnat, le Stade Malherbe connait un début de saison difficile et pointe à la huitième place à mi-saison. L'équipe réalise par la suite une série de douze rencontres sans défaite (huit victoires et quatre nuls) qui lui permet de se replacer dans la course pour la montée en Ligue 1, un but finalement atteint en fin de saison. Pour son retour parmi l'élite, l'objectif du club est le maintien. Malgré un début de saison difficile, le SM Caen est dernier à la trêve avec seulement 15 points pris, l'équipe parvient à enchainer une série de matchs sans défaites, six victoires et un nul, de la 21e à la 27e journée. L'équipe réalise notamment un match nul face au Paris Saint-Germain et obtient la victoire face à l'Olympique de Marseille. Prônant un jeu offensif, son équipe termine quatrième meilleure attaque de Ligue 1. L'objectif du maintien est accompli à la 36e journée avec une victoire sur l'Olympique lyonnais. Son contrat est alors prolongé jusqu'en 2017. La saison suivante, il est de nouveau prolongé jusqu'en juin 2018 à la suite des bons résultats en championnat.
Après le maintien lors de la dernière journée face au Paris Saint Germain (0-0), il annonce qu'il ne peut plus être l’entraîneur du SM Caen et quitte le club.

#### Toulouse FC (2020-2021)
Le 22 juin 2020, après deux ans passés sans club, il est officiellement nommé entraîneur du Toulouse FC, qui vient d'être relégué de Ligue 1, pour la saison de Ligue 2 2020-2021. Garande dirige son premier match officiel le 22 août 2020 en ouverture du championnat,  au Stadium contre Dunkerque, un promu. Peu efficaces et empruntés, les Toulousains s'inclinent (0-1). Ils doivent attendre la 5e journée pour remporter leur premier match, mais remontent ensuite rapidement au classement, au point de passer une quinzaine de journées à la 2e place, synonyme de retour en Ligue 1. Mais après deux derniers matchs nuls, le club finit troisième derrière Troyes et Clermont, et doit en passer par les barrages. Vainqueur de Grenoble d'abord, il affronte ensuite le FC Nantes, club de Ligue 1 entraînée par Antoine Kombouaré, employé du TFC un an plus tôt, et s'incline finalement en vertu de la règle des buts marqués à l'extérieur (1-2, 0-1). La remontée en Ligue 1 étant l'objectif de RedBird, le fonds d’investissement américain propriétaire du Téfécé depuis l’été 2020, Patrice Garande et son adjoint sont remerciés au profit de Philippe Montanier.

#### Dijon FCO (2021-2022)
Après cinq journées du championnat 2021-2022 de Ligue 2, le Dijon FCO, fraîchement relégué en Ligue 2, ne pointe qu'à la 19e place du classement. Le club décide de se séparer de son entraîneur, David Linarès, et le 23 août 2021, Patrice Garande est nommé pour prendre les rênes de l'équipe bourguignonne. Il rétablit la situation, l'équipe retrouvant rapidement le milieu de tableau, mais il ne parvient pas à lui faire rattraper les équipes de haut de tableau. À la fin de la saison, en désaccord avec le président Olivier Delcourt, il décide de ne pas poursuivre l'aventure au DFCO.

## Palmarès

### En club
- Finaliste de la Coupe des Alpes en 1984 avec l'AJ Auxerre

### En équipe de France
- Une sélection en 1988
- Champion Olympique en 1984 avec les Olympiques
- 4e du Festival de Toulon en 1981 avec les Espoirs

### Distinctions individuelles
- Meilleur buteur de Division 1 en 1984 (21 buts)
- 2e meilleur buteur de Division 1 en 1988 (17 buts)

### Distinctions collectives
- Trophées UNFP 2024 : trophée d'honneur pour l'ensemble du groupe, à l'occasion du 40e anniversaire de la victoire de l'équipe de France olympique aux Jeux olympiques d'été de 1984[38],[39].

## Statistiques

### Joueur
Le tableau ci-dessous résume les statistiques en match officiel de Patrice Garande durant sa carrière de joueur professionnel,,,. 
| Saison                | Club                  | Championnat           | Championnat | Championnat | Coupe(s) nationale(s) | Coupe(s) nationale(s) | Compétition(s) continentale(s) | Compétition(s) continentale(s) | Compétition(s) continentale(s) | Sélection               | Sélection | Sélection | Total | Total |
| Saison                | Club                  | Division              | M.          | B.          | M.                    | B.                    | Comp.                          | M.                             | B.                             | Équipe                  | M.        | B.        | M.    | B.    |
| 1977-1978             | AS Saint-Étienne      | Division 1            | 3           | 0           | 1                     | 0                     | -                              | -                              | -                              | -                       | -         | -         | 4     | 0     |
| 1978-1979             | AS Saint-Étienne      | Division 1            | -           | -           | -                     | -                     | -                              | -                              | -                              | -                       | -         | -         | 0     | 0     |
| 1979-1980             | CS Chênois            | Ligue Nationale A     | 24          | 9           | 3                     | 4                     | -                              | -                              | -                              | -                       | -         | -         | 27    | 13    |
| 1980-1981             | US Orléans            | Division 2            | 33          | 20          | 5                     | 3                     | -                              | -                              | -                              | -                       | -         | -         | 38    | 23    |
| 1981-1982             | AJ Auxerre            | Division 1            | 21          | 6           | 2                     | 0                     | -                              | -                              | -                              | -                       | -         | -         | 23    | 6     |
| 1982-1983             | AJ Auxerre            | Division 1            | 25          | 8           | 1                     | 0                     | -                              | -                              | -                              | -                       | -         | -         | 26    | 8     |
| 1983-1984             | AJ Auxerre            | Division 1            | 37          | 21          | 1                     | 0                     | -                              | -                              | -                              | France olympique        | 4         | 1         | 42    | 22    |
| 1984-1985             | AJ Auxerre            | Division 1            | 37          | 13          | 1                     | 0                     | C3                             | 2                              | 0                              | -                       | -         | -         | 40    | 13    |
| 1985-1986             | AJ Auxerre            | Division 1            | 37          | 10          | 2                     | 1                     | C3                             | 2                              | 2                              | -                       | -         | -         | 41    | 13    |
| 1986-1987             | FC Nantes             | Division 1            | 21          | 4           | 1                     | 0                     | -                              | -                              | -                              | -                       | -         | -         | 22    | 4     |
| 1987-1988             | AS Saint-Étienne      | Division 1            | 37          | 17          | 1                     | 0                     | -                              | -                              | -                              | France olympique France | 3 1       | 0         | 42    | 17    |
| 1988-1989             | AS Saint-Étienne      | Division 1            | 35          | 9           | 1                     | 0                     | -                              | -                              | -                              | -                       | -         | -         | 36    | 9     |
| 1989-1990             | RC Lens               | Division 2            | 14          | 5           | 3                     | 1                     | -                              | -                              | -                              | -                       | -         | -         | 17    | 6     |
| 1990-1991             | Montpellier HSC       | Division 1            | 20          | 1           | 2                     | 1                     | C2                             | 2                              | 1                              | -                       | -         | -         | 24    | 3     |
| 1991-1992             | Le Havre AC           | Division 1            | 20          | 6           | 2                     | 1                     | -                              | -                              | -                              | -                       | -         | -         | 22    | 7     |
| 1992-1993             | FC Sochaux            | Division 1            | 28          | 2           | -                     | -                     | -                              | -                              | -                              | -                       | -         | -         | 28    | 2     |
| 1993-1994             | FC Bourges            | Division 2            | 27          | 10          | 1                     | 0                     | -                              | -                              | -                              | -                       | -         | -         | 28    | 10    |
| Total sur la carrière | Total sur la carrière | Total sur la carrière | 413         | 141         | 27                    | 11                    | -                              | 6                              | 3                              | -                       | 8         | 1         | 454   | 156   |

### Matchs internationaux
| # | Date          | Lieu                                   | Adversaire      | Résultat | Compétition  | Notes                                                     |
| - | ------------- | -------------------------------------- | --------------- | -------- | ------------ | --------------------------------------------------------- |
| 1 | 27 avril 1988 | Windsor Park, Belfast, Irlande du Nord | Irlande du Nord | N 0 - 0  | Match amical | Titulaire, remplacé par Philippe Fargeon à la 83e minute. |

### Entraîneur
| Saison    | Club         | Championnat | Championnat | Championnat | Championnat | Championnat | Coupes nationales | Coupes nationales | Coupes nationales | Coupes nationales |
| Saison    | Club         | Division    | Matchs      | V           | N           | D           | Matchs            | V                 | N                 | D                 |
| --------- | ------------ | ----------- | ----------- | ----------- | ----------- | ----------- | ----------------- | ----------------- | ----------------- | ----------------- |
| 1999-2000 | AS Cherbourg | 4           | 34          | 11          | 7           | 16          | 1                 | 0                 | 1                 | 0                 |
| 2000-2001 | AS Cherbourg | 4           | 34          | 19          | 10          | 5           | 2                 | 1                 | 0                 | 1                 |
| 2001-2002 | AS Cherbourg | 4           | 34          | 20          | 9           | 5           | 1                 | 0                 | 0                 | 1                 |
| 2002-2003 | AS Cherbourg | 3           | 38          | 12          | 14          | 12          |                   |                   |                   |                   |
| 2003-2004 | AS Cherbourg | 3           | 38          | 11          | 11          | 16          |                   |                   |                   |                   |
| 2012-2013 | SM Caen      | 2           | 38          | 17          | 12          | 9           | 6                 | 4                 | 0                 | 2                 |
| 2013-2014 | SM Caen      | 2           | 38          | 18          | 10          | 10          | 7                 | 5                 | 1                 | 1                 |
| 2014-2015 | SM Caen      | 1           | 38          | 12          | 10          | 16          | 3                 | 1                 | 0                 | 2                 |
| 2015-2016 | SM Caen      | 1           | 38          | 16          | 6           | 16          | 2                 | 0                 | 1                 | 1                 |
| 2016-2017 | SM Caen      | 1           | 38          | 10          | 7           | 21          | 3                 | 1                 | 0                 | 2                 |
| 2017-2018 | SM Caen      | 1           | 38          | 10          | 8           | 20          | 6                 | 3                 | 2                 | 1                 |
| 2020-2021 | Toulouse FC  | 2           | 41          | 22          | 10          | 9           | 5                 | 4                 | 0                 | 1                 |
| 2021-2022 | Dijon FCO    | 2           | 20          | 9           | 1           | 10          | 3                 | 2                 | 1                 | 0                 |
| Total     | Total        | Total       | 467         | 187         | 115         | 173         | 39                | 21                | 6                 | 12                |

Mis à jour le 13 mai 2021